# Leeväti järv
Leeväti järv är en sjö i sydöstra Estland. Den ligger i Veriora kommun i landskapet Põlvamaa, 225 km sydost om huvudstaden Tallinn. Leeväti järv ligger 51 meter över havet. Arean är 3 hektar. Den är källa till Veerksu oja, biflöde till Mädajõgi och Võhandu jõgi.